# Електромагнетна терапија
Електромагнетна терапија или терапија електромагнетним пољем односи се на медицинску или алтернативну терапију која укључује употребу магнета или електромагнета.

## Врсте
Биоелектромагнетика, такође познат као биоелектромагнетизам, је научна дисциплина која проучавање интеракције између електромагнетних поља и биолошких ентитета. Области проучавања укључују електромагнетна поља која производе живе ћелије, ткива или организми, ефекте вештачких извора електромагнетних поља као што су мобилни телефони и употребу електромагнетног зрачења у терапијама за лечење различитих стања.
Електротерапија, подразумева примену различитих струја у терапијске сврхе. У електротерапији се користе струје различитих фреквенција, због чега се оне деле на:
- константна једносмерна или галванска струја
- дијадинамичке или модулисане струје фр 50-100хз које припадају нискофреквентним струјама
- ултрастимулативне струје са фреквенцијом од 140 Хз, које су такође нискофреквентне
- интерферентне или ендогене струје са фреквенцијом од око 4000 Хз, које су струје средње фреквенције
- високофреквентне струје фреквенције од 0,5 до 4000 МХз и више, које се у телу претварају у топлоту
- електростимулација (класична електростимулација, ТЕНС, ФЕС) која се састоји од струје различитих импулса, за изазивање контракције мишића и ублажавање болова
- електромагнетни, где електромагнетни таласи производе биолошки ефекат[3]

Електромагнетна терапија (алтернативна медицина), употреба електромагнетног зрачења за лечење болести. Недостају докази о ефикасности.
Терапија пулсним електромагнетним пољем, или ПЕМФ, употреба слабих електромагнетних поља за иницирање остеогенезе.
Терапија наизменичним електричним пољем, такође позната као "поља за лечење тумора", употреба електричних поља као антимитотичке терапије за пацијенте са раком.